# Толстой, Михаил Владимирович
Граф Михаи́л Влади́мирович Толсто́й (23 мая (4 июня) 1812, Москва — 23 января (4 февраля) 1896, Сергиев Посад) — русский историк церкви и специалист по агиографии из рода Толстых, действительный статский советник.

## Биография
Двоюродный брат графа Д. А. Толстого, одного из высших сановников Российской империи. В детстве жил в селе Каменки Александровского уезда Владимирской губернии, в 1825—1830 годах — в Сергиеве Посаде на Дворянской улице. В качестве вольнослушателя посещал лекции в Московской духовной академии.
Окончил медицинский факультет Московского университета (1834), получил степень доктора медицины (1838). После этого, разочаровавшись в профессии врача, стал работать в благотворительном «Комитете для разбора и призрения просящих милостыни». В этом качестве написал несколько духовных книг «для народного чтения», доход от издания которых пошёл на благотворительные цели.
Похоронен на территории Троице-Сергиевой лавры рядом с могилами жены Елизаветы Петровны (урождённой княжны Волконской) и детей. Сын Николай Толстой (1857—1915) — контр-адмирал, дочь Прасковья — жена князя В. Д. Голицына, директора Румянцевского музея.

## Труды
Его сочинение «Жизнь и чудеса святого Николая Мирликийского чудотворца» (1840) выдержало шесть изданий:
- Жизнь и чудеса святого Николая Чудотворца, архиепископа Мирликийского: Собрано гр. М. Толстым. — 5-е изд. — М.: Тип. С. Орлова, 1870. — 144 с.

Ему принадлежит ещё ряд описаний жизни святых и русских подвижников, а также святынь и древностей Новгорода, Старой Руссы, Пскова, Ростова и других городов.
Другие труды:
- Сказание о чудотворной Иверской иконе Божией Матери, почерпнутое из достоверных источников гр. М. Т-м: художественная литература / М. В. Толстой. — М.: Унив. тип., 1843. — 79 с.
- Древние святыни Ростова Великого / Соч. графа М. Толстого. — М.: О-во истории и древностей, 1847. — 86 с.
- Жизнь Святого Иоанна Милостивого, Патриарха Александрийского: документально-художественная / М. В. Толстой. — Изд. шестое. — М.: Унив. тип., 1854. — 138 с.
- Святыни и древности Пскова / Соч. графа М. Толстого / Русские святыни и древности. Часть II. — М.: Унив. тип., 1861. — 181 с.
- Рассказы из истории русской церкви. — М., 1870. — 2-е издание
- Жизнеописания угодников божьих, живших в пределах нынешней Ярославской епархии / Сост. Граф М. В. Толстой. — Ярославль, 1887. — 85 с.
- Книга глаголемая Описание о российских святых, где и в котором граде или области или монастыре и пустыни поживе и чудеса сотвори, всякого чина святых / М. В. Толстой. — М.: Унив. тип., 1887. — 291 с.
- Путевые письма из древней Суздальской области / М. В. Толстой. — М.: Унив. тип., 1889. — 92 с.
- исторический рассказ «Владимир Сырнов»
- Патерик Свято-Троицкой Сергиевой лавры, или Происхождение северо-восточного русского иночества из обители преподобного отца нашего Сергия, игумена Радонежского, чудотворца / Сост. граф М. В. Толстой. — Изд. 2-е, испр. и доп. — Сергиев Посад: 2-я тип. А. И. Снегиревой, 1893. — 93 с.

Публиковался в «Русском архиве», «Чтениях общества любителей истории и древностей», «Богословском вестнике» и др. изданиях.

### Современные переиздания
- Толстой М. В. История Русской Церкви. — Издательство Спасо-Преображенского Валаамского монастыря, 1991. — 734 с. — 100 000 экз. — ISBN 5-7302-0757-3.
  - В последующие годы книга неоднократно переиздавалась различными издательствами.
- Толстой М. В. Хранилище моей памяти. — Издательство Спасо-Преображенского Валаамского монастыря, 1995. — 320 с. — 5000 экз. — ISBN 5-7302-0822-7.
- Толстой М. В. Жизнь и чудеса Святого Николая Чудотворца. — «Путём зерна», «Альта-Принт», 2005. — 56 с. — 10 000 экз. — ISBN 5-89717-002-9, ISBN 5-98628-015-6.